# 钻叶碎米藓
钻叶碎米藓（学名：Fabronia secunda）为碎米藓科碎米藓属下的一个种。

## 扩展阅读
- 維基物種上的相關：钻叶碎米藓